# L1A1

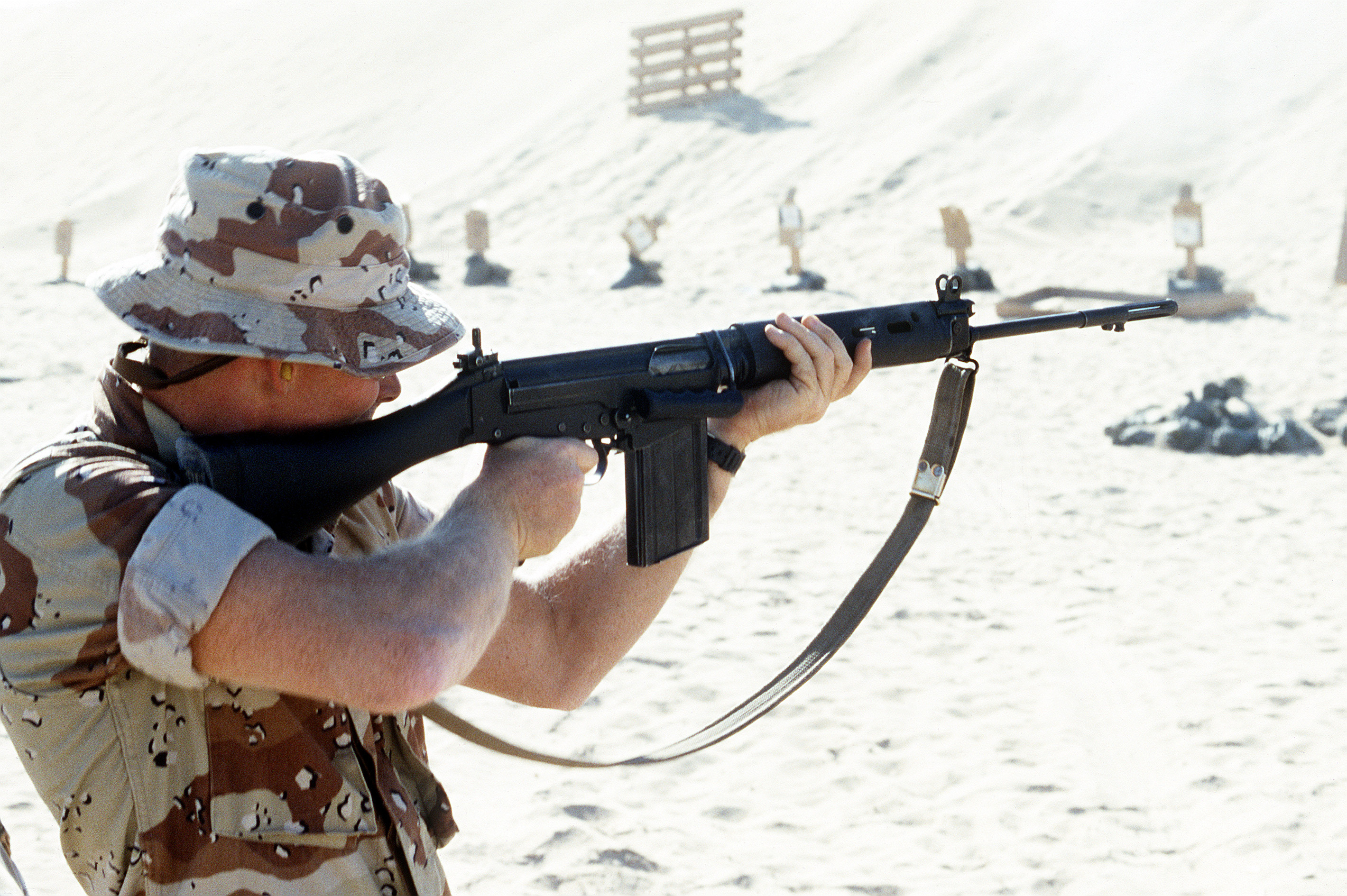
Un marine estadounidense dispara el L1A1

El L1A1 es un fusil de combate, de calibre 7,62 mm, producido en el Reino Unido entre 1954 y 1985. Dispara solamente en modo semiautomático, ya que durante las pruebas se demostró incontrolable disparando en ráfagas. Es un derivado del FN FAL belga, pero con las medidas convertidas al sistema imperial. Es accionado por los gases del disparo y su sistema de acerrojamiento es por bloque basculante, un sistema de acerrojamiento poco común.
Los cargadores del L1A1 británico poseen un refuerzo en la boca, que aunque encajan en el C2 canadiense y sus derivados de Sudáfrica, India y Australia, no encajan en el FAL, de patrón métrico, y sus derivados de Israel, Argentina y Brasil (este país producía el IMBEL LAR). El Ejército británico lo usó en la guerra de las Malvinas en 1982 contra el ejército de Argentina que usaba el FAL. Dejó de fabricarse en 1985 al sustituirlo el SA80, de calibre 5,56 mm.

## Historia
El fusil L1A1 también es conocido por el ejército canadiense como C1, en el inglés como el SLR y en los EE. UU. como FAL "patrón pulgadas". Es un fusil derivado de la decisión de la Commonwealth británica de adquirir el fusil FN FAL belga. Se ha visto su uso en los ejércitos de Australia, Canadá, Jamaica, Malasia, Nueva Zelanda, Rhodesia y el Reino Unido.
En contraste con el FAL "métrico", las dimensiones de diseño del arma se hicieron en pulgadas en lugar de las unidades métricas usadas en Bélgica. A pesar de esto, muchos subconjuntos son intercambiables entre los dos fusiles , aunque los componentes de los subconjuntos podrían no ser compatibles. Otra diferencia notable son los cargadores. Las culatas en el patrón de métrica y del patrón pulgadas se unen de diferentes maneras.
La mayoría de los L1A1 son sólo semiautomáticos. Existe también una variante de fusil automático, el L2A1/C2A1, capaz de fuego automático y destinado a servir en un papel de apoyo. Este modelo incluye un cañón pesado, un guardamanos que se dobla como un bípode plegable y un cargador de 30 cartuchos, pero también podría utilizar las cargadores estándar de 20 cartuchos. Sólo Australia y Canadá utilizan esta variante, dado que el Reino Unido y Nueva Zelanda optaron por ametralladoras ligeras Bren recalibradas para disparar el cartucho 7,62 x 51 OTAN. Algunos C1 canadienses asignados a la Armada también eran capaces de fuego automático.

### Proceso de compra
La Allied Rifle Commission decidió en la década de 1950, estandarizar en un solo fusil y cartucho que debían emplear todos los países de la OTAN. Después de adoptar brevemente el Rifle No.9 Mk.1, con un cartucho de 7 mm, el Reino Unido pensó que era una buena idea adoptar el FAL y el cartucho 7,62 x 51 OTAN y por ello adquirió el L1A1 como fusil estándar en 1954. El Ejército de Estados Unidos evaluó el fusil FAL, pero finalmente no se decidió por ninguna variante, optando por el fusil M14 en su lugar.
El L1A1 posteriormente sirvió como fusil de combate de primera línea hasta ser reemplazado por los L85A1.

### En combate
Los fusiles L1A1 y sus variantes han sido empleados en varios conflictos.
- Los L1A1s han sido utilizados por el ejército británico en Malasia, Irlanda del Norte y en la guerra de Malvinas (en oposición al FN FAL de las Fuerzas Armadas argentinas), la primera guerra del Golfo (donde todavía fue empleado por algunas unidades de segunda línea del Ejército británico y personal de la RAF aún no provistos con el L85A1).
- Australia y Nueva Zelanda emplearon sus L1A1 en Vietnam.
- Rodesia y Sudáfrica emplearon sus fusiles en la guerra de guerrillas.

### Australia
Durante la guerra de Vietnam, el L1A1 era el arma estándar del Ejército australiano. Muchos soldados australianos preferían el L1A1 al M16 estadounidense porque sentían que era más fiable y su cartucho 7,62 x 51 OTAN más letal. Las tácticas de guerra utilizadas en Vietnam siguieron la experiencia adquirida en conflictos anteriores (Emergencia Malaya y la campaña Konfrontasi en Borneo). Los australianos consideraban las fortalezas y limitaciones del L1A1 y consideraban una limitación el peso de sus municiones. Debido a la experiencia en combate, Australia produjo una versión acortada del L1A1 designado L1A1-F1.
Localmente en Vietnam se modificaron fusiles L1A1 y L2A1 pare ser empleados por los miembros del Australian Special Air Service Regiment (SASR). Apodado "The Bitch", sus cañones fueron acortados y los bípodes del L2A1 retirados para instalar un lanzagranadas XM148 de 40 mm. La falta de fuego completamente automático resultó en la conversión no oficial del L1A1 a automático mediante el uso de los cajones de mecanismos más bajos del L2A1.

### Canadá
Canadá adoptó el FAL en 1954, siendo el primer país en el mundo en adoptar el fusil. Hasta entonces, la FN había estado prodiciendo los FAL en pequeños lotes de prueba, incorporando mejoras en cada lote. La orden canadiense fue de 2.000 fusiles y desde 1954 hasta 1958 el modelo estándar fue llamado 'Canada' FAL.

### India
El Rifle 7,62 mm 1A1 indio es en realidad una ingeniería inversa del L1A1. El 1A1 se distingue en que su culata de madera utiliza la cantonera del Lee-Enfield con trampilla para la aceitera y la cadena de limpieza.
- Datos: Q1513317
- Multimedia: L1A1 / Q1513317